# Michigan City, North Dakota
Michigan City är en ort i Nelson County i North Dakota. Vid 2010 års folkräkning hade Michigan City 294 invånare.